# West Peckham
West Peckham – wieś w Anglii, w hrabstwie Kent, w dystrykcie Tonbridge and Malling. Leży 14 km na zachód od miasta Maidstone i 43 km na południowy wschód od centrum Londynu.